# Éthylméthylamine
L'éthylméthylamine, ou N-méthyléthanamine, est une amine secondaire de formule chimique C3H9N. Le composé est corrosif et hautement inflammable. 